# Frederick William Franz
Frederick William Franz - (12 de setembre de 1893 – 22 de desembre de 1992) nascut a Covington, Kentucky, els seus pares Edward Frederick Franz i Ida Louise, el van fer batejar per l'Església Luterana. Fou el quart president de la Watch Tower, corporació legal dels Testimonis de Jehovà. Va servir com vicepresident des de 1945 a 1977 i com a membre del Cos Governant dels Testimonis de Jehovà, abans de ser nomenat president en el 1978.
Considerat el principal autor de la Traducció del Nou Món de les Santes Escriptures més coneguda com a Bíblia verda dels Testimonis de Jehovà.
Pot haver estat un dels principals autors de diversos dels llibres que ha publicat la Watch Tower. Fet que no es pot verificar pel motiu de què les publicacions d'aquesta societat no van mai firmades pels seus autors.
Morí a Brooklyn, Nova York en el 1992 als 99 anys i fou substituït per Milton G. Henschel.

## Obra
Malgrat la literatura de la Watch Tower no va firmada pels seus autors, Raymond Victor Franz nebot de Frederick W. Franz i ex-membre del Cos Governant, afirma que el seu oncle fou l'autor principal de molts llibres d'aquesta societat, a més a més, per altres és considerat com el cervell ideològic i dogmàtic durant la presidència del president Nathan Homer Knorr i per descomptat dels últims anys en què va ser ell mateix president. Segons també el seu nebot, en el seu llibre "Crisis de consciència", Franz formar part del comitè que editar la Traducció del Nou Món de les Santes Escriptures i probablement l'únic que tenia coneixements de llengües bíbliques.

## Escatologiade Franz
En els anys seixanta i principis dels setanta Franz donar molts discursos en assemblees, on anunciava que el final del 6è dia de la creació o sis mil anys, es complirien segons les profecies de la Bíblia, l'1 de setembre del 1975 i, per tant, seria l'inici dels mil anys del regnat de Jesucrist a la terra. Això implicava que Jehovà destruiria a tots els governs de la terra per donar a Jesucrist el control absolut i universal d'aquest món. També implicava la destrucció de la religió falsa junt a totes aquelles persones que no havien atès el missatge de la Watch Tower que serien destruïdes sense esperances de ressuscitar en el paradís.